# James Jackson (Politiker, 1757)

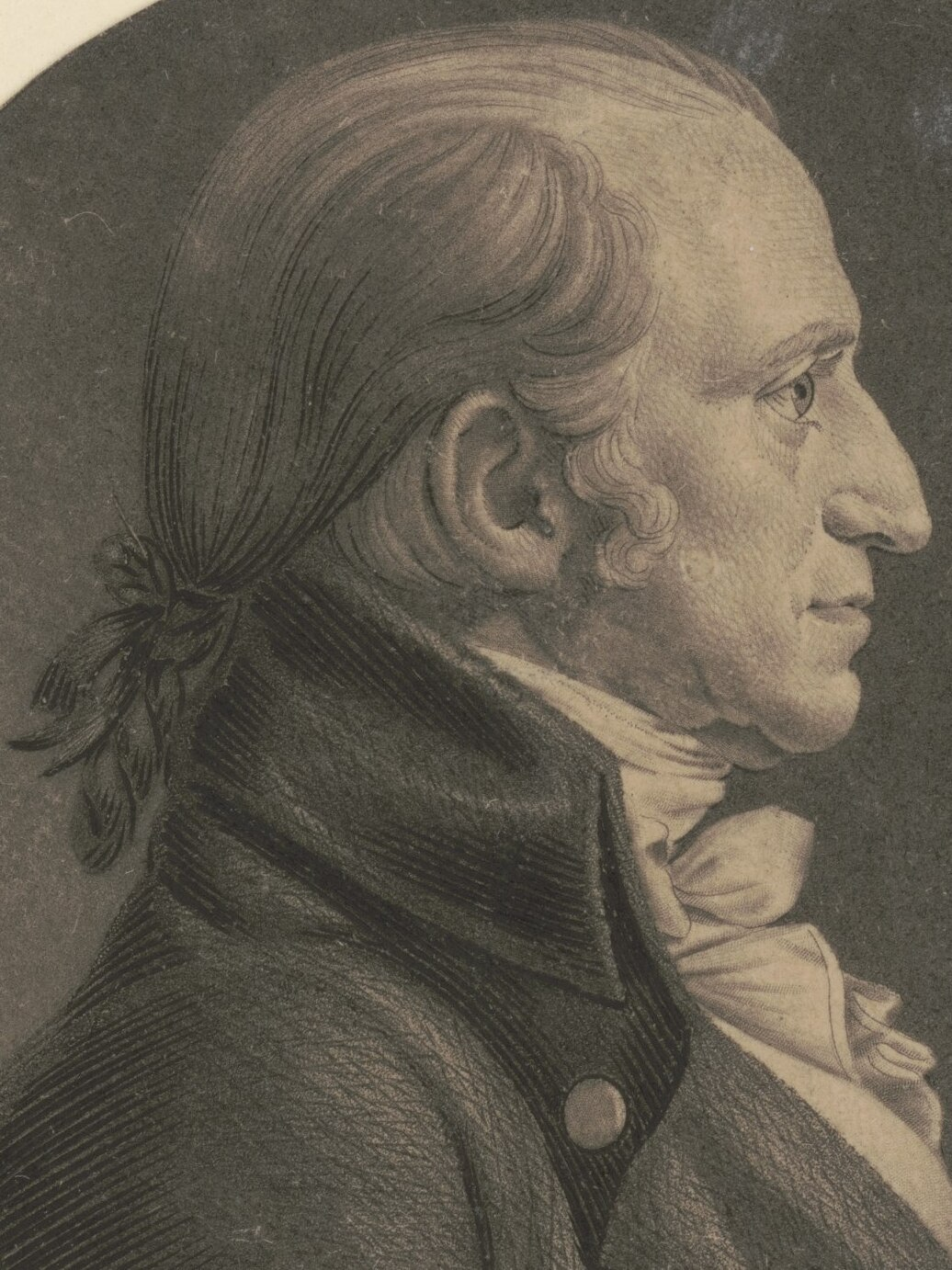
James Jackson, 1805

James Jackson  (* 21. September 1757 in Moretonhampstead, Devonshire, Großbritannien; † 19. März 1806 in Washington, D.C.) war ein englisch-amerikanischer Politiker. Von 1798 bis 1801 war er Gouverneur von Georgia. Von 1793 bis 1795 sowie von 1801 bis zu seinem Tod war er US-Senator des Bundesstaates.

## Jugend und politischer Aufstieg
Der junge Jackson kam 1772 nach Savannah und studierte Jura. Bei Ausbruch des Unabhängigkeitskrieges schloss er sich den Patrioten an. Er nahm an einigen Schlachten um Savannah und Augusta teil. In den 1780er Jahren wurde er Abgeordneter im Parlament von Georgia und Anwalt in Savannah. 1789 wurde er für die erste Legislaturperiode des US-Kongresses ins Repräsentantenhaus gewählt. Dort trat er als ein entschiedener Gegner von Alexander Hamilton auf. Das machte ihn automatisch zum Verbündeten von Thomas Jefferson, dessen Parteigänger er wurde. Trotzdem unterlag er 1791 bei der nächsten Wahl Anthony Wayne. Jackson glaubte allerdings an Wahlbetrug und erreichte, dass Wayne seinen Sitz aufgeben musste. 1793 wurde er in den US-Senat gewählt. Dort blieb er bis zu seinem Rücktritt 1795.

## Der Yazoo-Skandal
Die Amtsaufgabe in Washington erfolgte vor dem Hintergrund des sogenannten Yazoo-Land-Skandals in Georgia, den Jackson vor Ort aufklären wollte. Zu diesem Zweck ließ er sich in das Repräsentantenhaus von Georgia wählen. Dort arbeitete er an der Beilegung der Krise. Ausgelöst worden war diese durch illegale Landverkäufe der früheren Regierung unter Gouverneur George Mathews. Das fragliche Land im Westen des Staates, auch Yazoo-Land genannt, war durch Bestechungen und Korruption verkauft worden. Dieser Vorgang, in den führende Politiker der Regierung verwickelt waren, löste eine heftige Diskussion in Georgia aus. Jackson setzte sich für die Annullierung der Verkäufe ein. Das Parlament und der neue Gouverneur Jared Irwin stimmten 1796 einem entsprechenden Antrag zu; die Verkäufe wurden rückgängig gemacht. Die Verträge der illegalen Verkäufe wurden öffentlich verbrannt.

## Gouverneur von Georgia
Jackson nutzte den Skandal gleich doppelt für seine Zwecke. Einerseits waren viele der in den Skandal verwickelten Politiker Mitglieder der Föderalisten, also Anhänger von Alexander Hamilton. Diese Tatsache nutzte er, um Georgia mehrheitlich auf die Seite von Thomas Jefferson und dessen Demokratisch-Republikanischer Partei zu ziehen. Er gilt als der Gründer dieser Partei in Georgia. Andererseits wurde er selbst durch seinen Einsatz in diesem Fall sehr populär. Aus diesem Grunde wurde er 1798 selbst zum Gouverneur gewählt. Für den Rest seines Lebens blieb er den politischen Zielen Jeffersons verbunden. In Georgia wurden William Harris Crawford und George Troup seine engsten Verbündeten. Diese vertraten vor allem die Interessen der reichen Plantagenbesitzer, während eine oppositionelle innerparteiliche Fraktion unter John Clark von den kleinen Farmern und den Siedlern im Grenzgebiet unterstützt wurde. Diese beiden Fraktionen lieferten sich teilweise erbitterte interne Kämpfe.

## Lebensabend und Tod
Jackson trat 1801 als Gouverneur zurück, um wieder Senator in Washington zu werden. David Emanuel beendete seine angebrochene Amtsperiode in Georgia. Bis zu seinem Tod im Jahr 1806 blieb er im Senat. Während seines gesamten Lebens fiel er wegen seines manchmal ungezügelten Temperaments auf. Er war öfters in Duelle und Schlägereien verwickelt.
Jackson war mit Mary Charlotte Young verheiratet. Vier Söhne des Paares erreichten das Erwachsenenalter. Der 1790 geborene Jabez Jackson saß für Georgia im Repräsentantenhaus. Auch Jacksons Enkel, der wie er selbst den Namen James Jackson trug, zog später als Abgeordneter in den Kongress ein.
Nach Jackson ist Jackson County in Georgia benannt.